# Güller Söhne
La Güller Söhne A.G. è una ditta svizzera con sede a Hüttikon, nel cantone di Zurigo, fondata nel 1845 da J.J. Güller come ditta individuale e incisoria.

## Storia
Nel 1865 il titolare ebbe l'idea di inserire i piccoli elementi mobili, allora usati per comporre manualmente le date su un portadate per ottenere il timbro datario, su dei cilindri rotanti liberamente su un asse, in modo da poter rapidamente modificare la data semplicemente ruotando il rocchetto e da evitare il pericolo di perdersi.
Il timbro venne adottato dalla direzione delle poste di Berna nel 1866 e dal 1867 Güller fabbricò i timbri datari per le poste svizzere: fino al 1966 ne furono prodotti circa 46.000 esemplari.
Anche le Poste Italiane utilizzano tale timbro, che appunto viene chiamato dagli addetti ai lavori Timbro Guller.